# Rurabo
Rurabo är ett periodiskt vattendrag i Burundi.   Det ligger i provinsen Bubanza, i den nordvästra delen av landet, 40 kilometer norr om huvudstaden Bujumbura.
Omgivningarna runt Rurabo är en mosaik av jordbruksmark och naturlig växtlighet. Runt Rurabo är det tätbefolkat, med 411 invånare per kvadratkilometer.